# Conny Gustafsson
Bernt Conny Ingemar Lidhök, förut politiskt verksam under dåvarande namnet Conny Gustafsson, född 21 juli 1948 i Lidköpings församling i dåvarande Skaraborgs län, är en svensk moderat politiker. Han var 1999–2000 kommunstyrelseordförande i Sävsjö kommun.
Conny Gustafsson är son till Evald Gustafsson och Daga, ogift Höök. Han gifte sig 1970 med Ann-Christin Gustafsson (född 1949) och 1994 med Ing-Britt Carlsson (född 1946); tillsammans med andra  hustrun har han antagit namnet Lidhök.